# Giovanni Gerolamo Savoldo

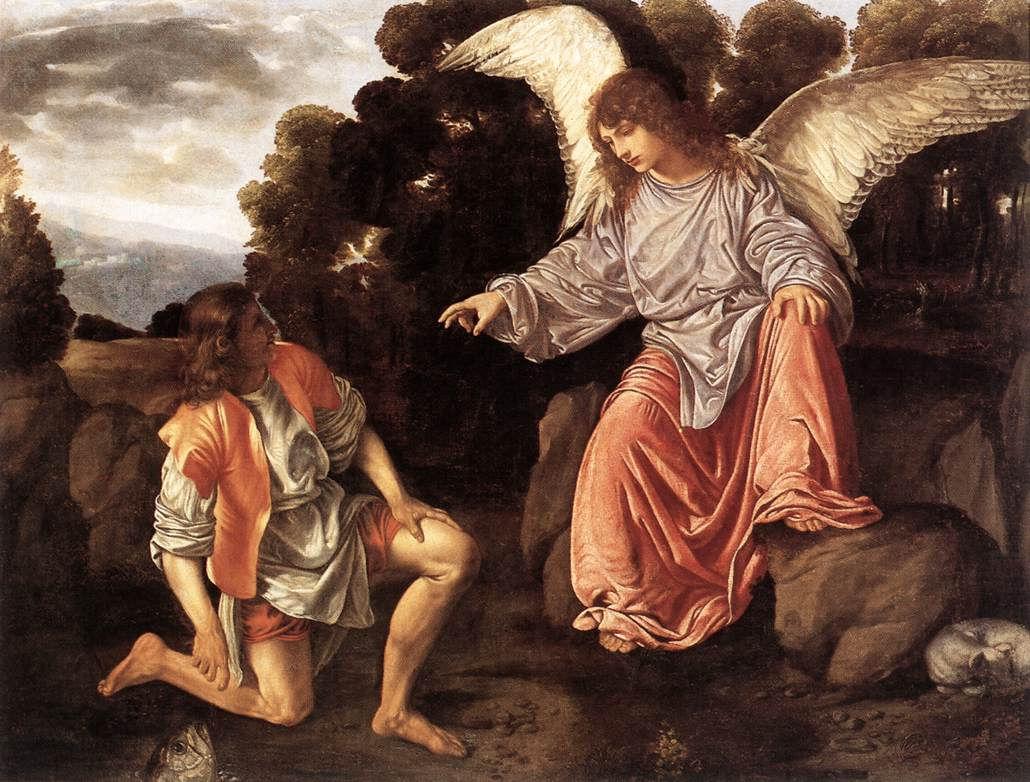
Tobiasz i Anioł, ok. 1540, Galeria Borghese

Giovanni Gerolamo Savoldo (ur. ok. 1480-1485, zm. po 1548) – włoski malarz renesansowy.
Mało znany artysta zaliczany do szkoły weneckiej. Urodził się Brescii, jednak pierwsza wzmianka o nim pochodzi dopiero 1508 z Florencji, gdzie został członkiem gildii malarskiej. Później działał głównie w Wenecji, być może pracował też w Mediolanie i Parmie. Ostatnia wzmianka o artyście pochodzi z 1548 roku, gdy Pietro Aretino użył w stosunku do jego osoby określenia zgrzybiały, co może świadczyć o podeszłym wieku.
Savoldo pozostawił po sobie niewielki dorobek, za najlepsze uchodzą liryczne sceny nocne, w których wykorzystywał efekty świetlne. Jednym z najbardziej znanych dzieł malarza jest Maria Magdalena zbliżająca się do Grobu, obraz został wykonany w kilku wersjach m.in. jedna znajduje się w National Gallery w Londynie.